# Chiesa del Santissimo Crocifisso (Vigevano)
La chiesa del Santissimo Crocifisso o chiesa del Cristo della Resega è un edificio religioso sito a Vigevano, in provincia di Pavia e diocesi di Vigevano.

## Descrizione e storia

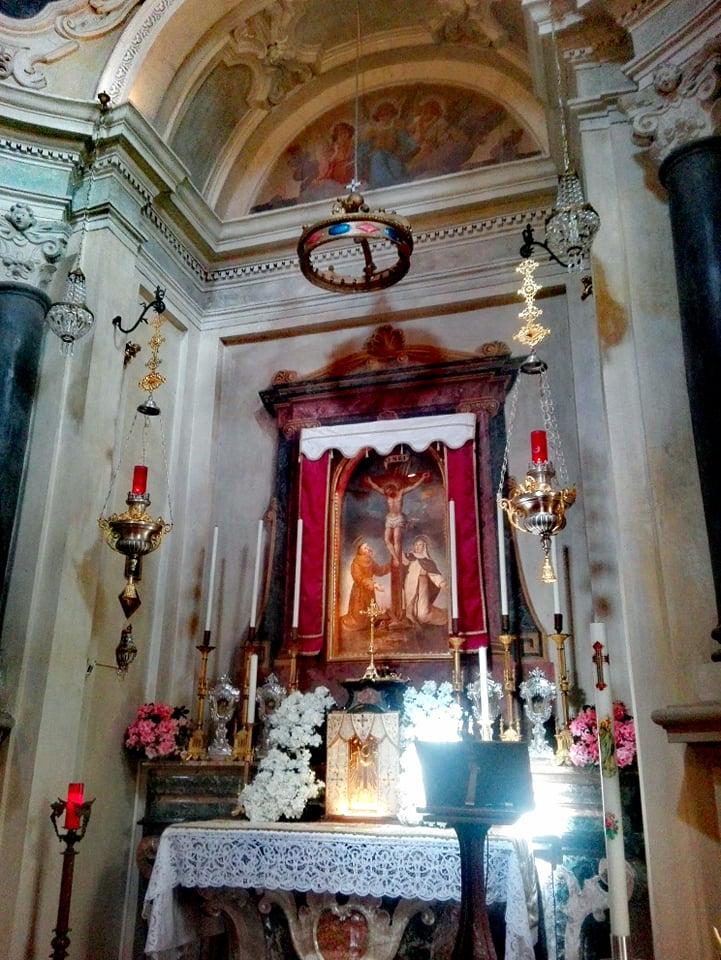
L'altare.

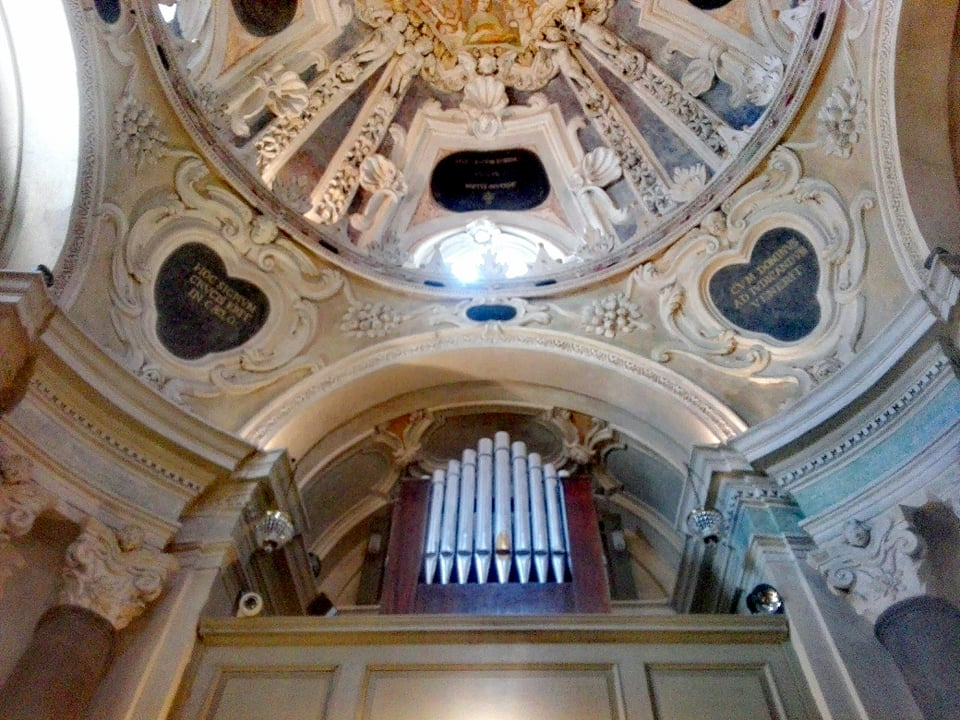
L'organo a canne.

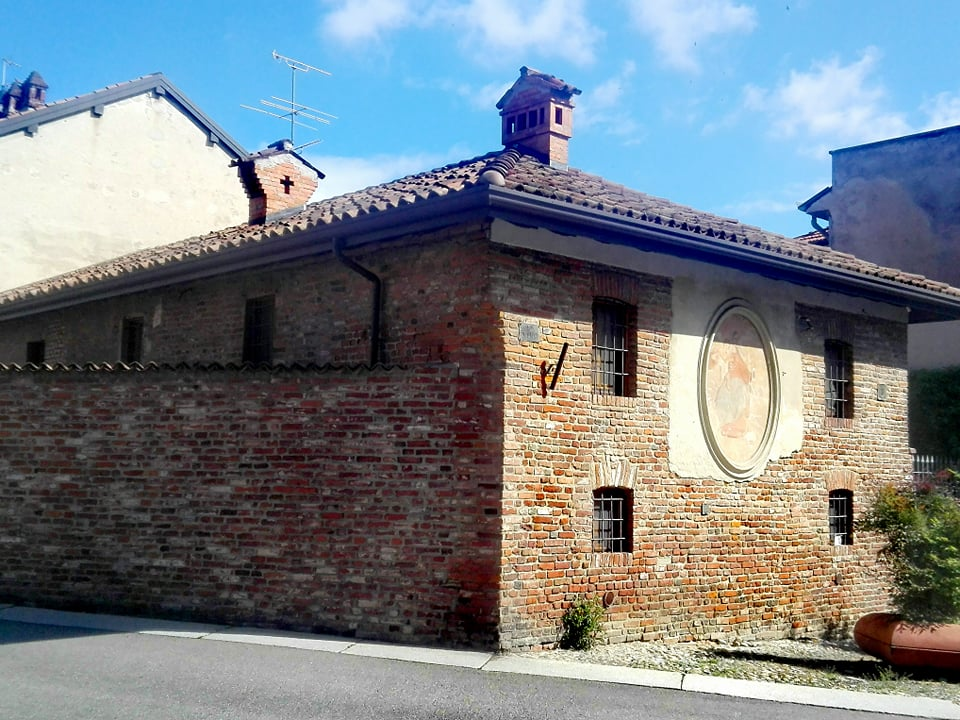
Il mulino della Resega, da cui la chiesa prende il nome.

Le origini della chiesa sono rintracciabili nell'affresco attualmente conservato sopra all'altare, di autore ignoto. Esso raffigura Cristo crocifisso tra San Francesco d'Assisi e Santa Caterina da Siena; sullo sfondo, è possibile vedere la skyline di Vigevano. La leggenda popolare ritiene questo dipinto miracoloso in quanto, nonostante non sia mai stato restaurato, tutt'oggi conserva colori vividi come in origine. Questo affresco probabilmente apparteneva ad un'edicola addossata al muro di un antico palazzo. La devozione popolare verso il dipinto crebbe costantemente, fino alla costruzione di una cappella nel 1652.
Nel 1679 la cappella divenne oratorio e fu venduta al parroco protempore della Parrocchia di San Cristoforo. Fu proprio perché divenne di proprietà privata che non venne abbattuta durante le soppressioni napoleoniche, cosa che invece accadde a molte altre chiese vigevanesi.
Già considerata da decenni troppo piccola per accogliere tutti i fedeli, nel 1749 si decise di ampliarla e arricchirla, iniziando i lavori che durarono fino al 1763, con la costruzione in stile barocco visibile oggi. Nel 1806 la Parrocchia venne sfrattata dalla chiesa di San Cristoforo ed in seguito trasferita in San Pietro Martire. Nonostante ciò, la chiesa del Cristo continuò a restare aperta. La costruzione dei locali annessi avvenne nel 1818; questi furono abitati da un eremita fino alla metà del Novecento. Dopo la demolizione della chiesa di San Cristoforo ad opera napoleonica, da essa giunsero alla chiesa del Cristo l'altare barocco e una delle tre campane. Quest'ultima, datata 1690 e dedicata alla santissima Trinità, è tuttora funzionante ed è la campana mediana del piccolo concerto a tre campane presente sul campaniletto al lato della facciata. Si tratta della campana più antica in città dopo il campanone fesso della Torre del Bramante.
Lasciata a un lento abbandono a partire dal 1960, la chiesa tra il 1992 e il 1995 subì un restauro da parte del FAI. Durante questo restauro, le colonne, rosse, furono ridipinte di nero, poiché quello sarebbe stato il colore originale. Successivamente vennero restaurati anche i locali annessi e il giardino da parte di associazioni locali.
Le colonne binate e le cartelle che riportano iscrizioni sulla Passione sono nere. Calce dipinta a motivi appuntiti forma una corona di spine, da cui si stacca il volume semisferico della cupola. Quest'ultima è decorata da angioletti in rilievo, bianchi di calce su fondi blu, e, alla sommità, da un concerto angelico affrescato.
L'edificio ha un'altezza rilevante per via dell'impossibilità di aprire finestre sulle pareti, che ha imposto l'inserimento di una lanterna molto ampia. Il fronte d'ingresso è segnato da due lesene a ordine gigante sovrastate da un timpano triangolare; a sorreggere la copertura ottagonale in tegole vi sono brevi pilastrini appoggiati alle murature perimetrali, che lasciano libero e visibile il volume della cupola. L'altare in marmo, settecentesco come la sagrestia, dimostra la continuità di utilizzo dell'oratorio.